# Amsteldijk 273
Amsteldijk 273 te Amsterdam is een gebouw aan de Amsteldijk in Amsterdam-Zuid.
Het gebouwtje werd neergezet als dienstwoning behorende bij de begraafplaats Zorgvlied. Het werd destijds neergezet in de gemeente Nieuwer-Amstel, de nog niet afgebouwde begraafplaats zou Zorgvliet gaan heten en het adres was Utrechtsche Zijde. Nieuwer-Amstel is nog terug te vinden in de afbeelding van het Wapen van Nieuwer-Amstel boven de toegang. Het gebouw in eclecticisme stijl werd ontworpen door de Dienst der Publieke Werken van Nieuwer-Amstel. Het oorspronkelijke gebouw had een T-vorm, maar er kwamen aan de achterzijde aanbouwen waardoor het in de 21e eeuw een bij rechthoekige plattegrond heeft. Het gebouw met kruisende zadeldaken heeft twee bouwlagen met wat zolderruimte. Een breed bordes geeft toegang tot het gebouw. Rechts van die trap is een “eerste steen” zichtbaar. Burgemeester Abraham Wiegel kwam naar de in oprichting zijnde begraafplaats voor de legging, gedateerd 9 juni 1869.

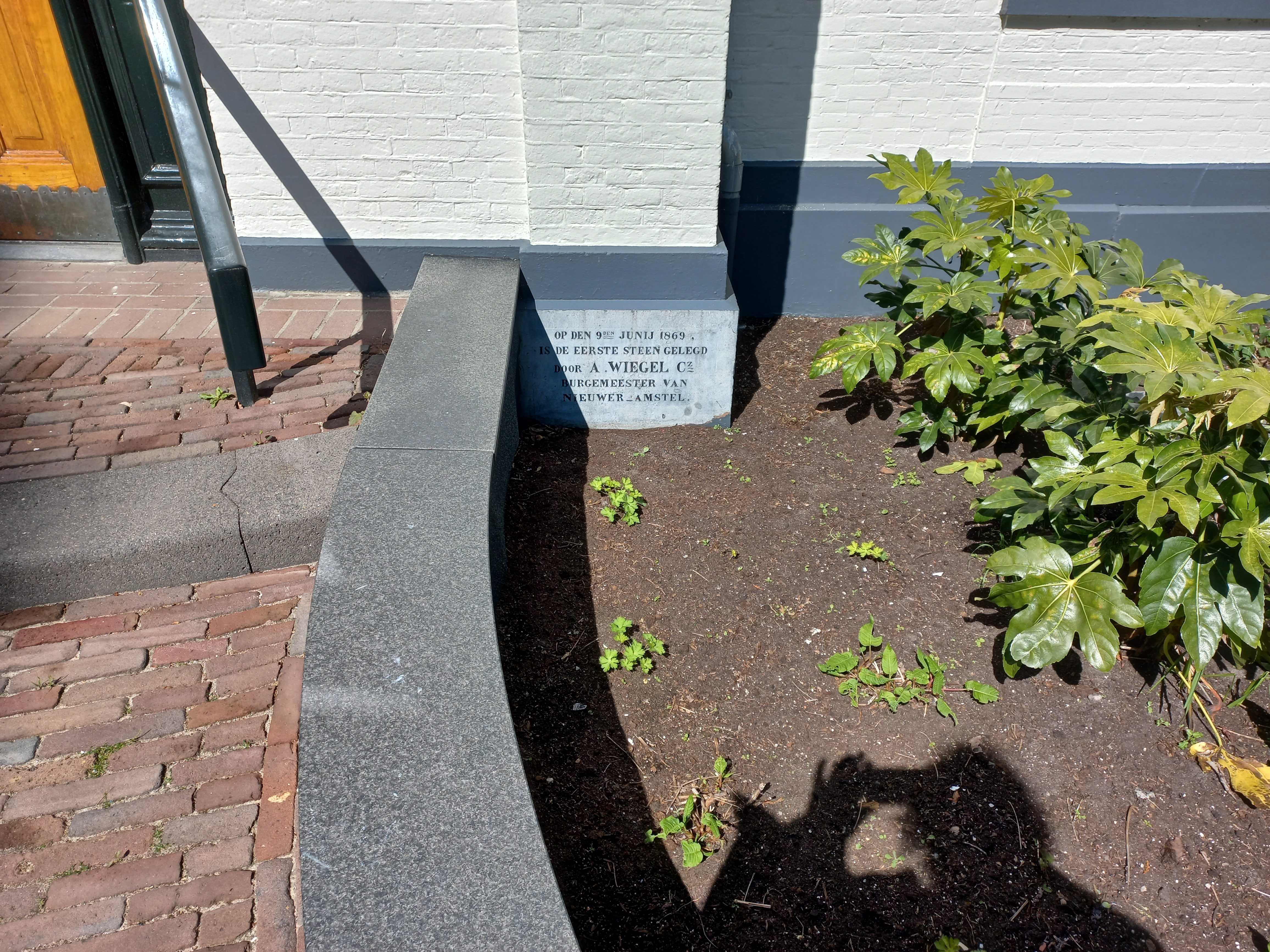
Eerste steen (april 2023)